# Kasper Pika
Kasper Pika, węg. Gašpar Pika (zm. 25 listopada 1672 w Orawskim Podzamczu) – dowódca straży Zamku Orawskiego, przywódca ludowego powstania antyhabsburskiego na ówczesnych Górnych Węgrzech (dzisiejsza Słowacja) w 1672 – tzw. powstania Kaspra Piki.
Pochodził z rodziny drobnej szlachty węgierskiej (prawdopodobnie słowackiej) z terenu ówczesnej żupy zemplińskiej. Był zawodowym żołnierzem, pełnił funkcję dowódcy straży zamkowej w Zamku Orawskim. Prawdopodobnie został zwolniony ze służby po ujawnieniu tzw. spisku Wesselényiego, wraz z setkami innych hajduków węgierskiego pochodzenia, których miejsce w załogach zamkowych zajmowali najemnicy z krain niemieckich. Na fali wzrostu nastrojów antyhabsburskich przyłączył się do kolejnego powstania kuruców, które wybuchło na Węgrzech w 1672 r. Okrzyknięty dowódcą powstania w żupie orawskiej, doprowadził do przejęcia przez powstańców Zamku Orawskiego. Po upadku powstania i zajęciu Zamku Orawskiego przez wojska cesarskie generał Johann von Sporck skazał go – oraz 25 sołtysów okolicznych wsi, sprzyjających powstańcom – na śmierć przez nabicie na pal.